# 木倉和一郎
木倉 和一郎（きくら わいちろう、1902年（明治35年）3月12日 - 1994年（平成6年）1月10日）は、日本の政治家（衆議院議員・千葉県議会議員）、初代佐倉市長、千葉県弓道連盟初代会長。経済界でも活躍。

## 経歴
1902年（明治35年）、現在の千葉県佐倉市に生まれる。1920年（大正9年）に旧制佐倉中学校（現在の千葉県立佐倉高等学校）を卒業。1929年（昭和4年）に東京帝国大学経済学部（現在の東京大学経済学部）を卒業。
1929年、千葉県の佐倉町会議員となり、1932年（昭和7年）には千葉県会議員となった。1934年には32歳の若さで佐倉町長に就任。
1940年に召集され陸軍高射学校に入隊し、千葉陸軍高射学校の将校として配属された。
戦後には、初代の佐倉市長に就任（1954年 - 1958年）。1958年には衆議院議員選挙に自由民主党公認で出馬し初当選するも、病気療養から1期で引退。
国政引退後の1963年から再度千葉県議を務めると共に、全国信用金庫協会理事、千葉地方裁判所調停委員などを歴任。1973年には勲四等旭日小綬章を受章。1983年3月19日付佐倉市名誉市民。
1994年、心不全のため91歳で没。